# Gerry Ashmore
Gerry Ashmore   (West Bromwich, 25 de juliol de 1936 - Royal Leamington Spa, 25 d'agost de 2021) va ser un pilot de curses automobilístiques britànic que va arribar a disputar curses de Fórmula 1.

## A la F1
Va debutar a la cinquena cursa de la temporada 1961 (la dotzena temporada de la història) del campionat del món de la Fórmula 1, disputant el 15 de juliol del 1961 el GP de la Gran Bretanya al Circuit d'Aintree.
Gerry Ashmore va participar en un total de quatre proves puntuables pel campionat de la F1, disputades en dues temporades diferents (1961 i 1962) aconseguint finalitzar una cursa en setzè lloc com a millor classificació i no assolí cap punt pel campionat del món de pilots.

## Resultats a la Fórmula 1
| Any  | Equip         | Xassís | Motor  | 1   | 2   | 3   | 4   | 5       | 6      | 7       | 8   | 9   | Posició | Punts |
| ---- | ------------- | ------ | ------ | --- | --- | --- | --- | ------- | ------ | ------- | --- | --- | ------- | ----- |
| 1961 | Gerry Ashmore | Lotus  | Climax | MON | HOL | BEL | FRA | GBR Ret | ALE 16 | ITA Ret | USA |     | -       | 0     |
| 1962 | Gerry Ashmore | Lotus  | Climax | HOL | MON | BEL | FRA | GBR     | ALE    | ITA NVQ | USA | SUD | -       | 0     |

### Resum
| Curses: | Victòries: | Pòdiums: | Poles: | Voltes ràpides: | Punts: |
| ------- | ---------- | -------- | ------ | --------------- | ------ |
| 4       | 0          | 0        | 0      | 0               | 0      |